# Tuinbouw

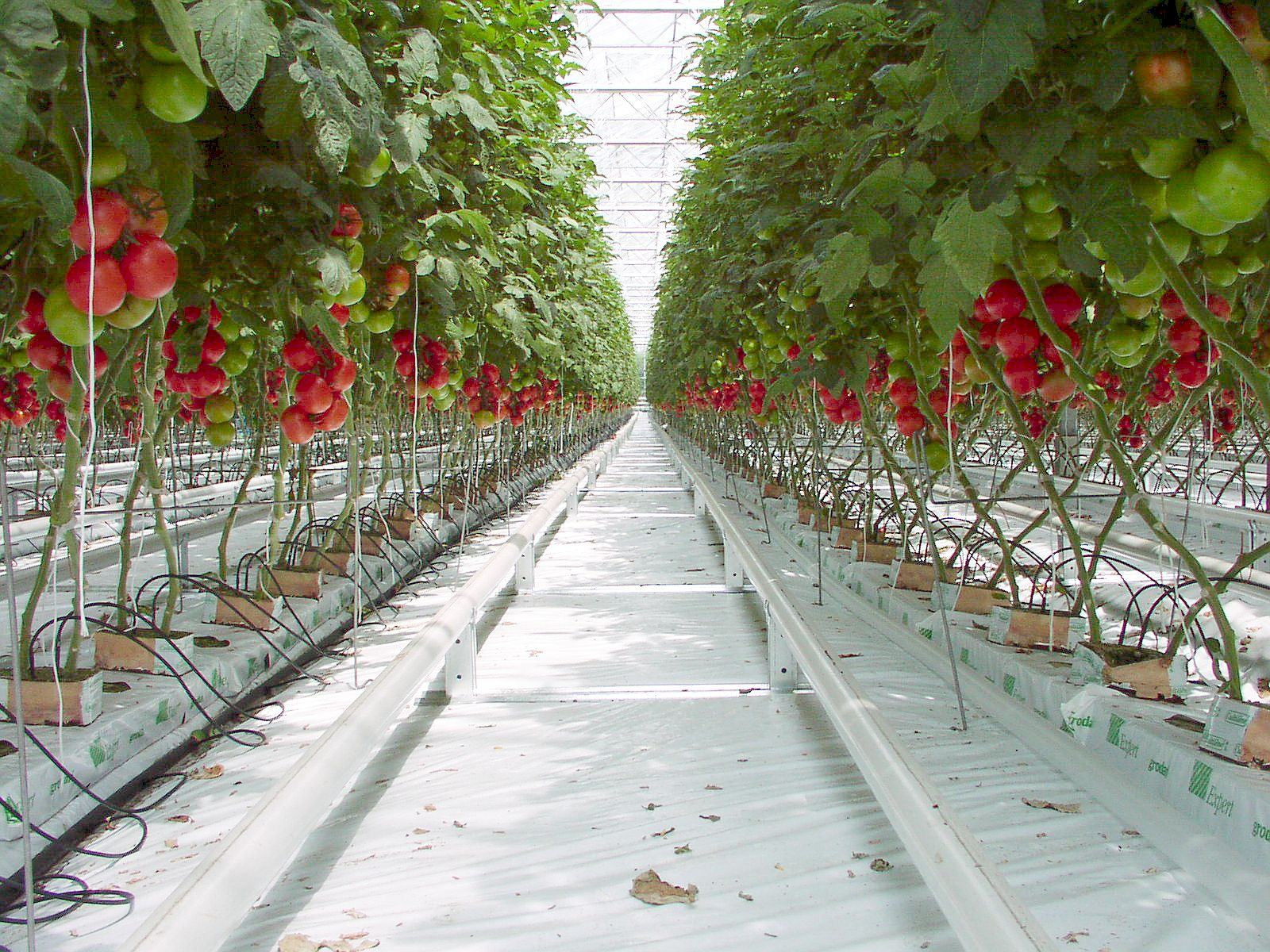
Tomatenteelt onder glas in het Nederlandse Westland

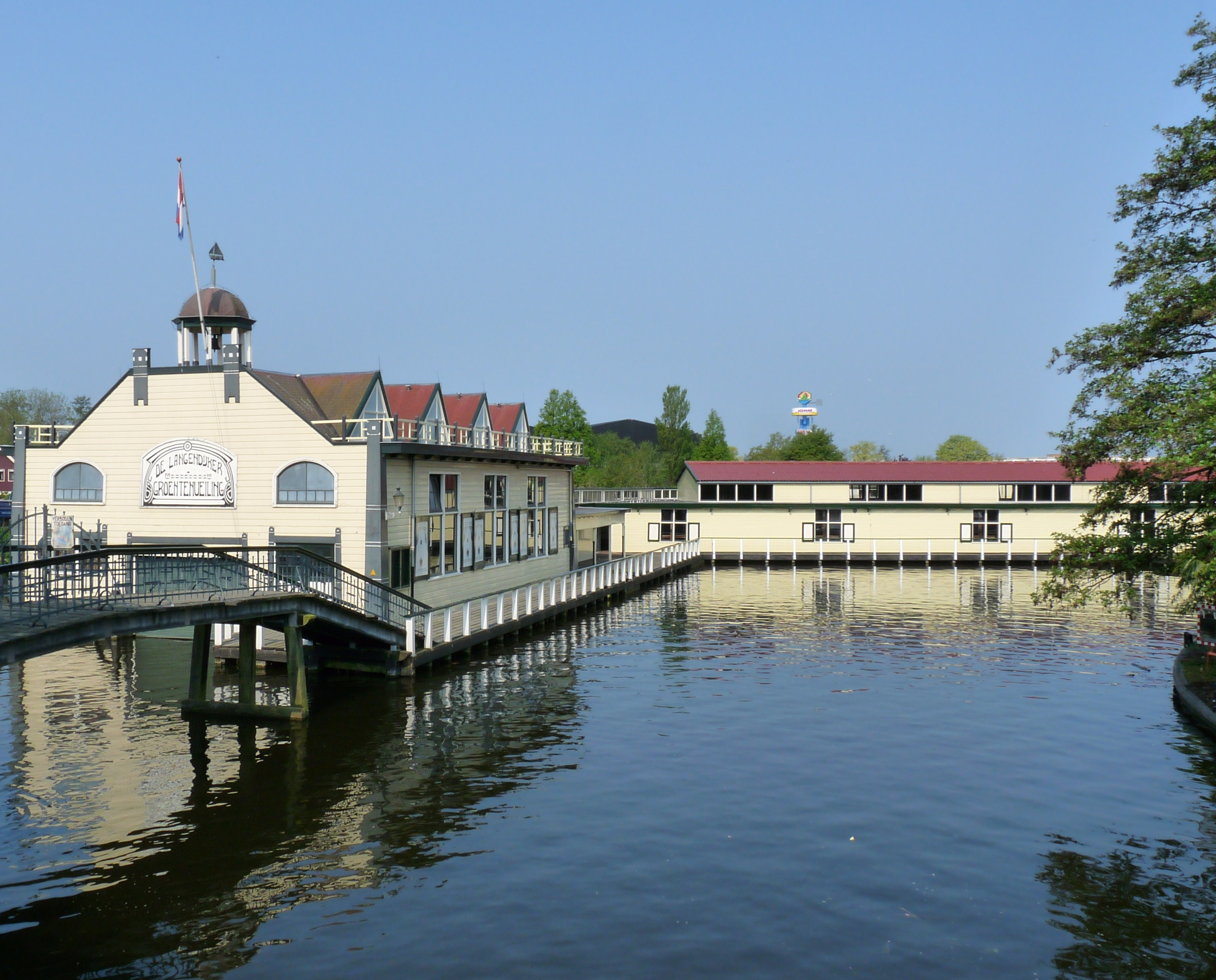
De Broeker veiling, de eerste veiling in Nederland waar tuinbouwproducten werden geveild bij afslag

Tuinbouw of horticultuur is het op commerciële basis telen van groenten, eetbare paddenstoelen, fruit, bomen, bloemen, planten, bollen of zaden. Personen die beroepsmatig werkzaam zijn in de tuinbouw zijn tuinder en hovenier. Deze laatste, ook wel tuinman genoemd, houdt zich meer bezig met het aanleggen en onderhouden van tuinen en andere groenobjecten.

## Soorten tuinbouw
In de vollegrondstuinbouw worden gewassen buiten geteeld zoals bij groenteteelt, sierteelt, boomteelt, fruitteelt of bollenteelt. Soms worden groenten, zoals koolsoorten, ook door akkerbouwers geteeld. Men noemt dat de 'grove groenteteelt'. Anders dan in de tuinbouw, vindt die teelt en oogst nagenoeg volledig gemechaniseerd plaats.
Naast vollegrondstuinbouw vindt ook tuinbouw onder glas en plastic tunnels plaats.
Er zijn ook telers of kwekers die zaden produceren voor zaadbedrijven of die zich uitsluitend bezighouden met het vermeerderen van planten door middel van stekken.

### Glastuinbouw
In de glastuinbouw worden teelten in een kas ('onder glas') geteeld, met klimaatbeheersing (temperatuur, luchtvochtigheid, CO2-gehalte, lichtsterkte, bestrijding van plantenziekten en plagen). De conditionering van de ruimte is een middel om een vegetatieve / generatieve balans van het gewas te sturen met als doel productieverhoging. Een correct wortelklimaat is hierbij voor de realisatie een noodzaak, de teelt voorzien van voedingsstoffen en een voldoende hoeveelheid water bepalen direct de ontwikkeling van de gewassen. Het gaat dan vaak om de teelt van groenten, snijbloemen of potplanten.
Door de teelt 'onder glas' zijn teelten mogelijk die normaal in een gematigd klimaat niet mogelijk zijn. Maar vanwege de zeer hoge kosten (investeringen in kassen, arbeid en energie) moeten hoge opbrengsten gehaald worden. Door de stijgende energieprijzen, de toenemende concurrentie uit warmere landen, de beperking van toegelaten chemische bestrijdingsmiddelen staat de glastuinbouw in Nederland onder druk.
Een gebied waar veel glastuinbouw geconcentreerd is, is het Westland (gemeente). Dit gebied heeft een hoge dichtheid kassen met innovatieve teeltmethoden. Het speelt een belangrijke rol in de export van groenten, fruit en bloemen. Door een gunstige ligging, infrastructuur en kennisontwikkeling is het Westland een centrum van tuinbouw en agrarische innovatie geworden.
In de glastuinbouw worden plantenziekten en plagen steeds vaker biologisch bestreden.

### Verticale landbouw
In navolging van Sony, Nisshinbo Holding, Sharp, Mitsubishi Chemical, Panasonic Showa Denko en Fujitsu kweekt ook Toshiba groenten in een cleanroom of fytotron met verticale landbouw in een fabriekshal, kantoor of winkel waardoor er geen pesticiden nodig zouden zijn tegen plantenziekten en plaagdieren zoals insecten. In de tuinbouw worden ledlampen gebruikt als kweeklamp voor stekken en als groeilamp met blauwe (450 nm) en rode leds (660 nm) voor de groei en bloei van planten.

## Geschiedenis
Tot in de eerste helft van de 20e eeuw werd tijdens drukke periodes de hele familie ingeschakeld bij het arbeidsintensieve werk. Ook was er vaak een tuindersknecht in dienst.
Vanaf de jaren 1960 werd in Nederland veel werk in de tuinbouw gedaan door gastarbeiders uit onder andere Marokko. Na de uitbreiding van de Europese Gemeenschap komen vooral mensen uit Midden- en Oost-Europa bij Nederlandse tuinders werken. De buitenlanders zijn veelal seizoenarbeiders die worden ingehuurd via uitzendbureaus.
Vanwege de noodzakelijke hoge investeringen en uit de concurrentieoverwegingen vereiste schaalvergroting zijn veel traditionele tuinders met hun bedrijf gestopt. Nederlandse tuinders hebben sinds circa 1995 in toenemende mate grote tuinbouwbedrijven opgezet in Spanje, Marokko en landen als Kenia.

## Export
Nederlandse en Belgische tuinders produceren veel voor de export. Volgens de ramingen van het Productschap Tuinbouw exporteerde Nederland voor 16,5 miljard euro tuinbouwproducten in 2012. De productie in Nederland werd geschat op 7,9 miljard euro, het groter exportvolume is te danken aan de 9,4 miljard geïmporteerde producten die via Nederlandse veilingen en verkoopsorganisaties wereldwijd worden verkocht. 9,9 miljard van de Nederlandse export omvat groenten en fruit.

## Veilingen
De meeste tuinbouwbedrijven zijn aangesloten bij een groente- en fruitveiling of bloemenveiling waar ze hun productie in binnen- en buitenland op de markt brengen. Tuinbouwproducten werden oorspronkelijk vaak via een coöperatie verhandeld, waar vooral met een veilingklok de prijs wordt bepaald. Naast de veilingklok om de prijs te bepalen is van oudsher 'bemiddeling' een andere methode die de veilingen hanteren om producten af te zetten. De verkoop van zaden is van oudsher het domein van zaadhuizen en handelaren.

### Nederland
Nederlandse groenteveilingen zijn gefuseerd tot FruitMasters of The Greenery, waarvan de laatste nog maar beperkt gebruik maakt van de veilingklok. Veel telers hebben zich verenigd in telersverenigingen, die rechtstreeks aan handelaren leveren. Ook de bloemen kwam een concentratieproces waardoor op 1 januari 2008 de veiling Royal FloraHolland (omzet 2012 : 4,4 miljard euro en 5000 leden) ontstond.

### België
De Belgische groenteteelt is vooral geconcentreerd in de Mechelse groentestreek, waar tal van veilingcoöperaties fuseerden tot BelOrta, de grootste speler met daarnaast enkel nog de veiling van Hoogstraten, Roeselare, Herk-de-Stad en Wépion. Ook bij de bloemenveiling blijft maar één speler over: Euroveiling in Brussel (omzet 2010 : € 32,3 miljoen / 420 leden). Belgische siertelers gaan met hun producten regelmatig naar de Nederlandse of Duitse veilingen. Het grootste deel van de handel loopt via de Belgische groothandel of via de eigen verkooporganisatie van de teler(s).